# Gunder Höög
Hans Gunder Höög född 25 september 1943 i Kristina församling i Jönköping, död 30 september 2014 i Kristina-Ljungarums församling i Jönköping, var en svensk målare, uppvuxen och bosatt i Jönköping. Såväl hans far Hans Höög som dennes kusin Carl Birger Höög var konstnärer. 
År 1992 gjorde han sitt första offentliga framträdande som konstnär. Redan ett år senare deltog han i Liljevalchs konsthall, dit han även återkom 1996 och 1997. Sedan debuten på Länssalongen '92 i Jönköping visade Gunder Höög sin konst på ett 60-tal utställningar i sju länder. Förutom Liljevalchs Vårsalong i Stockholm, Konstmässan i Sollentuna, invigningen av Svenska ambassaden i Litauen, utställning på The Museum Of New Art i Estland, återkommande visningar på samlingsutställningen Salon Du Dessin i Paris för att nämna några. Gunder Höög finns bland annat representerad på Bjurbäcks Konsthall, Grennaskolan, Jönköpings läns landsting, Jönköpings läns museum, Jönköpings stad, Skaraborgs Landsting, Sigtuna stadshotell och Västra Götalandsregionen.
Höög målade ofta färgglada motiv som visade relationer människor emellan. Klassiska teman genom Gunder Höögs konstnärsliv har varit cykelmotiv, idrottsmotiv och på senare år circusmotiv. Våren 2013 målade Höög tre större väggmålningar på Arenan i Jönköpings Idrottshus. En väggmålning finns även på Viktoriahuset, Huskvarna.
Han gifte sig 1978 med Solveig Bäckström (född 1938) och makarna, som senare skildes, fick tillsammans barnen Johnny (född 1976), Jimmy (född 1978) och Jasmine (född 1984). Han avled i cancer vid 71 års ålder.